# Victor Polster

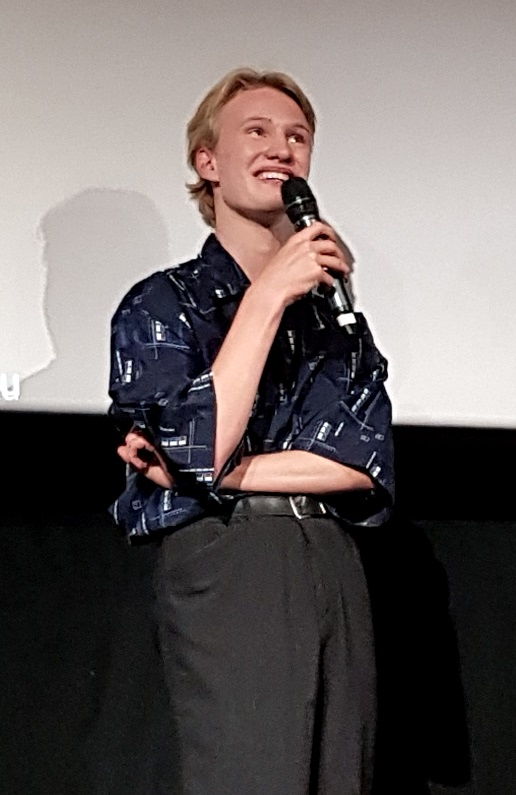
Victor Polster bei der Premiere von Girl in Paris (2018)

Victor Polster (* 2002 in Brüssel) ist ein belgischer Tänzer und Schauspieler, der durch die Rolle des Transmädchens Lara im vielfach prämierten Film Girl aus dem Jahr 2018 bekannt wurde.

## Leben
Polster begann mit neun Jahren Jazz Dance und Modern Dance zu tanzen, bevor er an einer neuen Tanzschule auch mit klassischem und zeitgenössischem Tanz anfing. Er wurde an der Royal Ballett School in Antwerpen aufgenommen. Nach einem Auftritt im Musikvideo der belgischen Rockband Vegas erhielt er Angebote, für das Königliche Ballett Flandern zu tanzen und an einem Shooting für Dior teilzunehmen. Polster hat erfolgreich an diversen Tanzwettbewerben teilgenommen.
Bei einem Casting für Hintergrundtänzer für den Film Girl fiel Polster dem Regisseur Lukas Dhont sofort auf und wurde sogleich für die Hauptrolle der 15-jährigen transgender Ballerina Lara gecastet, ohne vorher Schauspielambitionen gehabt zu haben. In Vorbereitung auf den Dreh nahm Polster Unterricht im Spitzentanz. 2018 feierte der Film Premiere bei den Internationalen Filmfestspielen von Cannes, wo Polster von der Jury der Un-Certain-Regard-Sektion als bester Schauspieler ausgezeichnet wurde, wobei er jedoch wegen schulischer Verpflichtungen nicht anwesend sein konnte. Auch die Kritiker zeigten sich durchgehend beeindruckt sowohl von Polsters Tanz- als auch von seinen Schauspielkünsten. Weitere Nominierungen und Preise für Polster folgten.
Sein Fokus für die zukünftige Tanzkarriere liegt auf zeitgenössischem Tanz.

## Filmographie
- 2018: Girl

## Auszeichnungen
- Internationale Filmfestspiele von Cannes 2018: Un-Certain-Regard-Jurypreis als Bester Schauspieler[7]
- Odessa Filmfestival 2018: Bester Schauspieler[14]
- Internationales Filmfestival von Stockholm: Bester Schauspieler[15]
- Europäischer Filmpreis 2018: Nominierung in der Kategorie Bester Schauspieler[16]
- Queer Lisboa 2018: Bester Schauspieler[17]
- Magritte 2019: Bester Schauspieler[18]